# Pietro Arduino

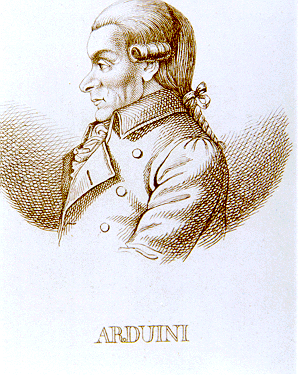
Pietro Arduino

Pietro Arduino (* 18. Juli 1728 in Caprino di Verona; † 13. April 1805 in Padua) war ein italienischer Botaniker. Sein offizielles botanisches Autorenkürzel lautet „Ard.“.

## Leben und Wirken
Er studierte in Verona bei dem französischen Botaniker Jean-François Séguier. Séguier, der die Begabungen Arduinos erkannte, empfahl ihn Giulio Pontedera, dem Direktor des Botanischen Gartens Padua. Dieser stellte ihn als Gärtner ein. Nach dem Tod Pontederas im Jahr 1757 übernahm er quasi die Leitung des Gartens, war jedoch nominell weiter als Gärtner dort tätig. Im Jahre 1760 wurde die Position des Direktors mit Giovanni M. Marsili (1727–1795) offiziell neu besetzt. Ab 1761 pflegte Arduino einen langjährigen Briefwechsel mit Carl von Linné, den er sehr verehrte. Über Linné kam Arduino in Kontakt u. a. mit dem italienischen Naturforscher Domenico Vandelli (1735–1816). Im Jahr 1765 wurde ihm der an der Universität Padua eingerichteten Lehrstuhl für Landwirtschaft übertragen. Dies war im Übrigen der erste Lehrstuhl seiner Art in Italien.
Der italienische Geologe Giovanni Arduino (1714–1795) war sein Bruder und der Landwirt Luigi Arduino (1750–1833) war sein Sohn.

## Ehrungen
Ihm zu Ehren wurde die Gattung Arduina Adans. aus der Familie der Doldenblütler (Apiaceae) benannt.

## Werke
- Animadversionum botanicarum specimen. Band 1. Giovanni Battista Conzatti, Padova 1759 (Latein, Online).
  - Animadversionum botanicarum specimen. Band 2. Francesco Sansoni, Venedig 1764 (Latein, Online).
- Memorie di osservazioni e di sperienze sopra la cultura e gli usi di varie plante. 1766.

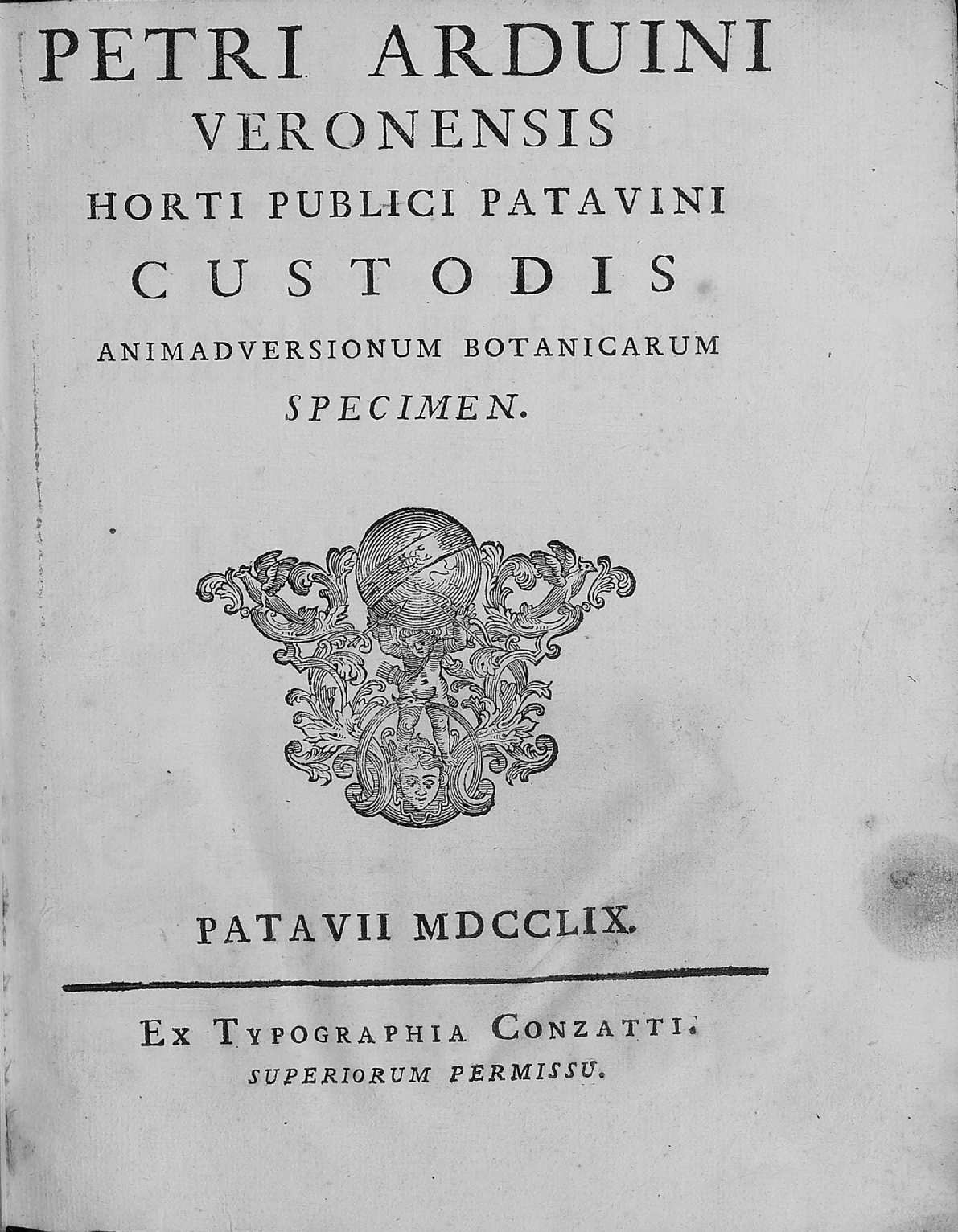
Animadversionum botanicarum specimen, 1759